# SN 1996an
SN 1996an – supernowa typu II odkryta 27 lipca 1996 roku w galaktyce NGC 1084. W momencie odkrycia miała maksymalną jasność 14,00m.